# Gender (beek)
De Gender is een beek van circa vijftien kilometer lengte in de Nederlandse provincie Noord-Brabant. Ze ontspringt in de drassige weilanden nabij Steensel en stroomt langs Veldhoven en Meerveldhoven in noordoostelijke richting naar Eindhoven. In Veldhoven mondt de Poelenloop of Rijt vanuit het westen in de Gender uit. Na Veldhoven vloeit ook de Rundgraaf samen met de Gender. Deze beek begint bij Oerle en loopt langs de noordelijke wijken van Veldhoven.
In Eindhoven stroomde de Gender oorspronkelijk naar en door het centrum om in de Dommel uit te monden, maar tegen het eind van de negentiende eeuw was het gedeelte binnen de (voormalige) stadsmuur gedempt en stroomde de Gender uit in De Vest (de stadsgracht), die op haar beurt weer verbonden was met de Dommel.
In de twintigste eeuw is de benedenloop van de Gender drastisch veranderd. Met name de naoorlogse grootschalige aanleg van nieuwbouwwijken in het stroomgebied van de Gender heeft ertoe geleid dat de beek gekanaliseerd werd en dat ten slotte het laatste stuk richting de stad afgesneden werd, zodat ze nu uitmondt in het Afwateringskanaal Eindhoven, dat de Dommel met het Beatrixkanaal verbindt.
De Gender is een van de vele beekjes die het water afvoeren van oostelijk Noord-Brabant en het Kempens Plateau. Soortgelijke beken zijn de Dommel, Kleine Dommel, Keersop, Tongelreep, Aa en Run. Al deze waterlopen komen vroeg of laat samen om uiteindelijk in 's-Hertogenbosch de Dieze te vormen, die ten slotte uitmondt in de Maas.

## Herstel natuurlijke loop in Eindhoven

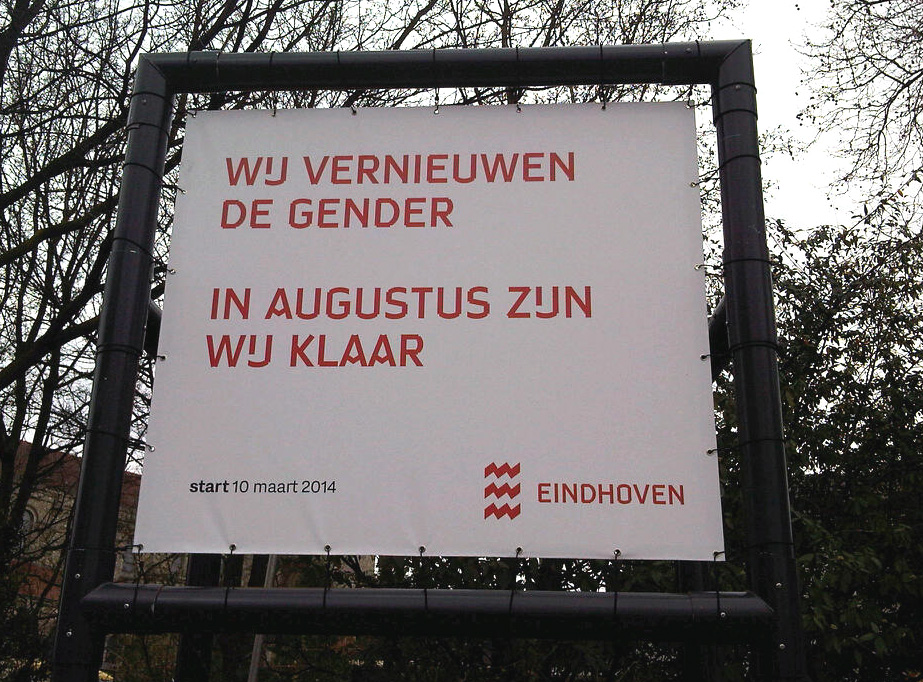
Aankondiging van werk aan de Nieuwe Gender in 2016.

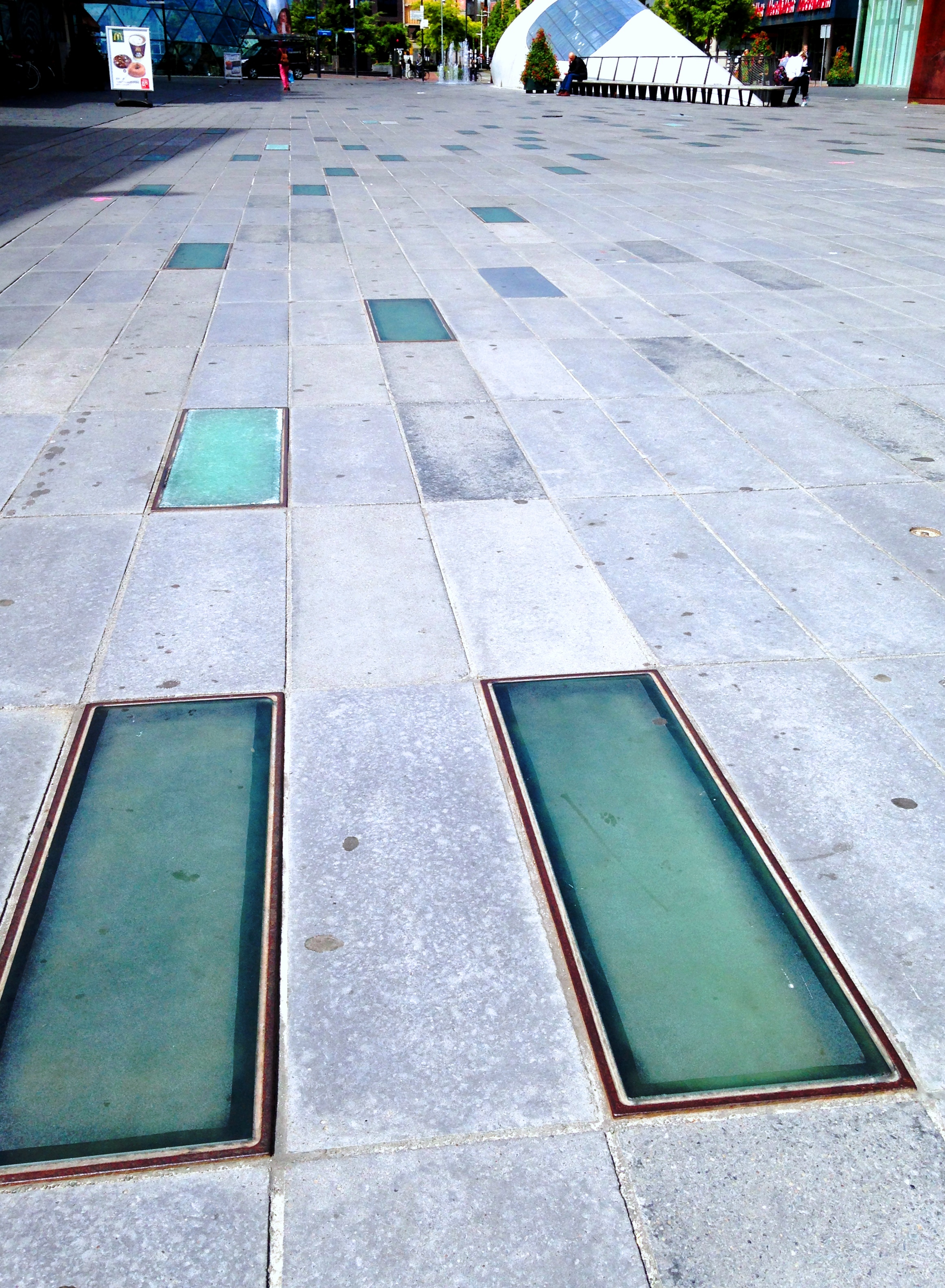
Blauwe tegels in het 18 Septemberplein te Eindhoven symboliseren de vroegere loop van de Gender.

De gemeente Eindhoven heeft als ambitie de Gender weer als volwaardige rivier door het centrum van Eindhoven te laten stromen. Deels zal de beek bovengronds terug te vinden zijn, zoals achter de Philips-complexen Witte Dame en nabij het centraal station, maar deels ook ondergronds. Bij de herinrichting van het 18 Septemberplein in het centrum van Eindhoven is in 2006 een ondergrondse tunnelbuis aangelegd waardoor het beekwater vanaf de Witte Dame ondergronds door kan stromen nabij het station alwaar de beek zoals gezegd weer bovengronds zijn weg vervolgt, om uiteindelijk iets oostelijker uit te monden in de Dommel.